# Khaled Ben Yahia
  Khaled Ben Yahia  (àrab: خالد بن يحيى)  (Tunis, 12 de novembre de 1959) és un exfutbolista tunisià de la dècada de 1980.
Fou internacional amb la selecció de Tunisia olímpica. Pel que fa a clubs, destacà a Espérance de Tunis.
Un cop retirat fou entrenador:
- 1995-96: ES Zarzis
- 1996-97: ES Tunis
- 1999-00: CS Sfax
- 2005-07: ES Tunis
- 2007-08: CS Sfax
- 2008: EGS Gafsa
- 2011-12: EGS Gafsa
- 2013-14: EGS Gafsa
- 2014-15: ES Tunis
- 2015: EGS Gafsa
- 2018: Stade Gabésien
- 2018: ES Tunis